# Most kolejowy nad starym Kanałem Bydgoskim

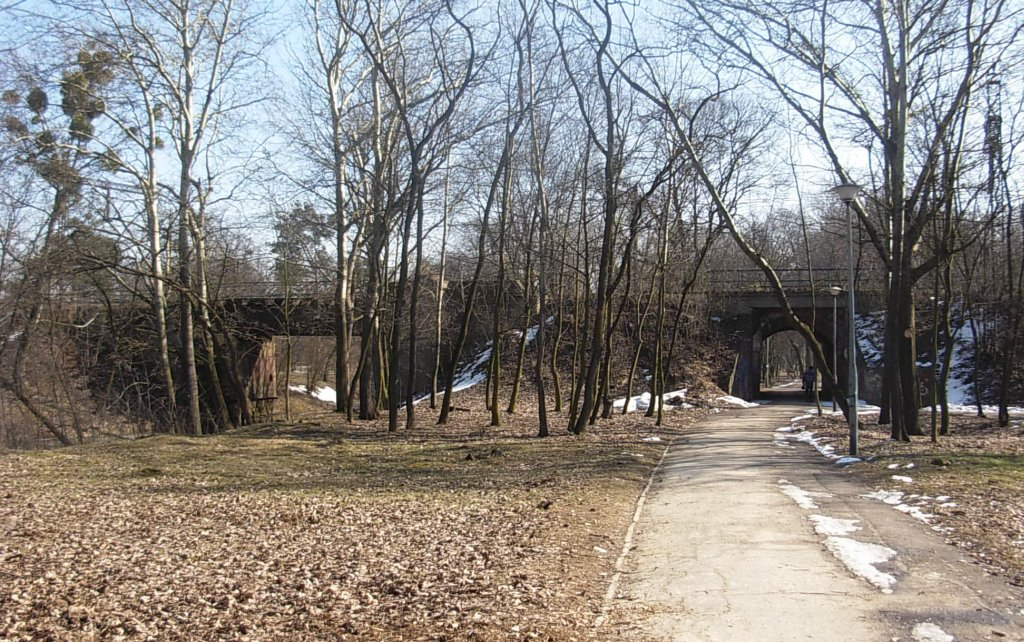
Most i tunel dla pieszych

Most kolejowy nad starym Kanałem Bydgoskim – most kolejowy nad starym odcinkiem Kanału Bydgoskiego w Bydgoszczy.

## Lokalizacja
Most spina brzegi starego, wyłączonego w 1915 r. z żeglugi odcinka Kanału Bydgoskiego. Obiekt jest położony na obszarze parku nad starym Kanałem Bydgoskim w zachodniej części miasta, na osiedlu Miedzyń.
Przez most przebiegają trzy tory:
- dwa tory zelektryfikowanej linii kolejowej nr 131 Chorzów Batory – Bydgoszcz Główna – Tczew (magistrali węglowej);
- jeden tor niezelektryfikowanej linii kolejowej nr 356 Bydgoszcz Główna – Poznań Wschód.

## Historia
Most zbudowano w 1872 r. w związku z powstaniem linii kolejowej Bydgoszcz – Inowrocław. Obiekt wkomponowano w nasyp kolejowy. Główna część przeprawy jest wykonana w konstrukcji stalowej, belkowej, natomiast w ciągu alei spacerowej wykonano tunele w formie łuków ceglanych, które zachowały się do dziś. W 1895 roku most poszerzono pod dodatkowy tor linii kolejowej Bydgoszcz-Poznań, a w 1965 roku dokonano przebudowy i wzmocnienia obiektu, co pośrednio związane było z elektryfikacją magistrali węglowej.

## Dane techniczne
Most zbudowano jako jednoprzęsłowy stalowo-żelbetowy z jazdą górą. Konstrukcję nośną stanowią dźwigary blachownicowe, na których opiera się żelbetowa płyta pomostu. Podporami są przyczółki ceglano-kamienne na fundamentach betonowych. Przestrzeń żeglugowa pod obiektem wynosi 6 × 13,3 m. Zarządcą obiektu jest Zakład Linii Kolejowych w Bydgoszczy.
W nasypie kolejowym, 20 m przed i za mostem wybudowano dwa wiadukty służące jako przejścia dla pieszych i rowerzystów. Stanowią ceglane konstrukcje sklepione o szerokości przejścia 3,9 m i długości 14 m.